# БМВ Серия 3
„БМВ Серия 3“ (BMW 3er) е модел големи автомобили (сегмент D) на германската компания „БМВ“, произвеждани в седем последователни поколения от 1975 година насам.
Първоначално предлаган като седан с две врати на мястото на „БМВ Серия 02“, през следващите десетилетия се произвеждат и варианти на седан с четири врати, купе и кабриолет с две врати и хечбек с три врати. „Серия 3“ е най-продаваният модел на „БМВ“, като на него се падат около 30% от приходите на компанията от продажби на автомобили.
От 1986 година моделът се предлага и във вариант с подобрено поведение с марката „БМВ M3“.

## Първо поколение – E21 (1975 – 1982)
Е 21 заменя 02 серията и първоначално се предлага като 2-врат седан. При пускането си на пазара всички модели използват карбурирани 4-цилиндрови двигатели. Модели с инжектиране на гориво са представени през късната 1975 г., а 6-цилиндрови двигатели са добавени през 1977 г. Между 1978 и 1981 е достъпна версия кабриолет.

## Второ поколение – E30 (1982 – 1990)
Първоначално Е30 е произвеждан само като 2-врат седан. 4-врат седан е представен през 1983 г., кабриолет през 1985, а комби през 1987.
Е30 е първият модел от 3 Серия достъпен във вариантите комби и 4-врат седан. Също така е първата кола от 3 Серия, предлагаща дизелов двигател, а задвижването на всички колела е представено с модела 325их. БМВ З1 роудстър е базирано на Е30.
Първото БМВ М3 също е констуирано на базата на Е30, като Е30 М3 разполага с високооборотния четири цилиндров бензинов двигател С14, осигуряващ 235 конски сили.

## Трето поколение – E36 (1990 – 1998)
Хечбек вариантът на модела, продаван под марката „Компакт“, се произвежда от 1993 до 2000 година. Предното окачване е като другите модели от „E36“, а задното е взето от платформата „E30“. Освен в Европа, този модел се предлага и в САЩ, Канада и Австралия. Моторите са 316i, 316g, 318ti, 318tds (дизел) и 323ti.

## Четвърто поколение – E46 (1998 – 2005)
Две години след дебюта на „E46“ седан и 1 година след купе и комби версиите, започва да се предлага и хечбек вариант на серията, отново под марката „Компакт“. Моделът се различава външно от другите автомобили по своите характерни фарове и задни светлини. Предлага се само в Европа и в Австралия. Модификациите са 316ti, 318ti, 318td, 320td и 325ti.

## Пето поколение – E90/E91/E92/E93 (2005 – 2012)
Петото поколение на Серия 3 включва седан, комби, купе и кабриолет. Заради отделните кодове, използвани за всяка разновидност, терминът „Е9Х“ понякога се използва това поколение.
През 2006 г. 335i става първият модел от Серия 3 продаван с бензинов турбо двигател. Моделите Е90/E92/Е93 М3 разполагат с осен осем цилиндровия двигател С65. Той е достъпен от 2007 и е използван във версиите седан купе и кабриолет.

## Шесто поколение – F30/F31/F34/F35/F80 (2012 – 2019)
Моделите Ф30/Ф31/Ф34 се произвеждат във версиите седан, комби и 5-врат хечбек.
За моделите Ф30/Ф31/Ф3, версиите купе и кабриолет са продавани отделно като БМВ Серия 4.
С моделите Ф30/Ф31/Ф3 за първи път цялата Серия 3 е задвижвана от турбо двигатели. През 2016 г., за първи път е използван три цилиндров двигател в модел от Серия 3.
М3 версията (наречена Ф80, първият път в който БМВ използва отделно наименование за модел) е пусната на пазара през 2014 г. и е задвижвана от С55 битурбо шест цилиндров двигател.
Производството спира през 2019 с края на Ф31 през юни.

## Седмо поколение – G20 (2019 г.)
БМВ Серия 3 (Г20) е представено в Париж на 2 октомври, 2018 г. Официалните снимки на автомобила са публикувани ден преди представянето му. Седмото поколение на Серия 3 се предлага и във версия комби.

## М версия
М3 е най-мощната версия на Серия 3, разработена от БМВ в състезателното подразделение на компанията.
Модели М3 са създадени за моделите Е30, E36, E46, E90/E92/E93, и Ф30 (наречен Ф80) от Серия 3 и са продавани във версиите купе, седан и кабриолет. Подобренията на стандартните версии включват по-голяма мощност на двигателя, подобрено управление и спирачна система, както и аеродинамичен дизайн на екстериора.
Последното М3 купе е произведено в Германия на 5 юли, 2013 г., и е заменено от Ф82/Ф83 М4 купе и кабриолет от началото на 2015 г. Името М3 все още се използва за версията седан.

## Производство и продажби
| Година | Произведени | Европейски продажби | Американски продажби |
| ------ | ----------- | ------------------- | -------------------- |
| 1980   |             |                     | 25 771               |
| 1981   |             |                     | 28 927               |
| 1982   |             |                     | 35 190               |
| 1983   |             |                     | 33 602               |
| 1984   |             |                     | 30 868               |
| 1985   |             |                     | 53 927               |
| 1986   |             |                     | 61 822               |
| 1987   |             |                     | 58 897               |
| 1988   |             |                     | 34 914               |
| 1989   |             |                     | 21 738               |
| 1990   |             |                     | 22 825               |
| 1991   |             |                     | 29 002               |
| 1992   |             |                     | 38 040               |
| 1993   |             |                     | 45 594               |
| 1994   |             |                     | 46 287               |
| 1995   |             |                     | 50 146               |
| 1996   |             |                     | 50 248               |
| 1997   | 337 800     | 216 866             | 52 472               |
| 1998   | 376 900     | 247 786             | 57 520               |
| 1999   | 454 000     | 304 983             | 77 138               |
| 2000   | 509 007     | 330 604             | 89 681               |
| 2001   | 533 952     | 343 991             | 103 227              |
| 2002   | 561 249     | 350 606             | 115 428              |
| 2003   | 528 358     | 320 029             | 111 944              |
| 2004   | 449 732     | 269 216             | 106 549              |
| 2005   | 434 342     | 244 886             | 106 950              |
| 2006   | 508 479     | 289 597             | 120 180              |
| 2007   | 555 219     | 295 063             | 142 490              |
| 2008   | 474 208     | 251 334             | 112 464              |
| 2009   | 397 103     | 198 610             | 90 960               |
| 2010   | 399 009     | 183 122             | 100 910              |
| 2011   | 384 464     | 161 614             | 94 371               |
| 2012   | 406 752     | 175 022             | 99 602               |
| 2013   | 500 332     | 200 604             | 119 521              |
| 2014   | 480 214     | 168 275             | 142 232              |
| 2015   | 444 338     | 143 023             | 140 609              |
| 2016   | 411 844     | 144 561             | 106 221              |
| 2017   | 409 005     | 129 053             | 99 083               |
| 2018   | 366 475     | 106 991             | 75 957               |

- Цифрите от 2013 включват и Серия 4